# Home (Rudimental)
Home è il primo album in studio del gruppo musicale britannico Rudimental, pubblicato il 29 aprile 2013 dalla Asylum Records.
Il disco ha debuttato alla prima posizione della classifica britannica degli album ed è stato certificato disco d'oro dalla BPI dopo appena 11 giorni dalla sua pubblicazione. Il 9 settembre la BPI ha certificato l'album disco di platino per aver raggiunto la soglia delle 300 000 copie vendute.

## Descrizione
Home è stato anticipato da cinque singoli, pubblicati tra il 2012 e il 2013. Il primo di essi, Spoons, ha visto la partecipazione di MNEK e Syron alle parti vocali, ed è stato pubblicato il 20 febbraio 2012; il relativo videoclip è stato pubblicato due giorni prima. I due singoli successivi, ovvero Feel the Love e Not Giving In, sono stati pubblicati rispettivamente il 12 giugno e il 12 ottobre 2012. Questi due singoli hanno visto la partecipazione del cantautore britannico John Newman (in Not Giving In ha partecipato anche Alex Clare) e hanno raggiunto entrambi la prima posizione nella Official Dance Chart.
Il 26 marzo 2013 è stata rivelata la lista tracce dell'album attraverso il sito ufficiale del gruppo, e a distanza di poco più di due settimane è stato pubblicato il quinto singolo Waiting All Night, realizzato con la partecipazione di Ella Eyre.
Nel periodo successivo alla pubblicazione di Home, i Rudimental hanno pubblicato nel mese di agosto il singolo Right Here, realizzato insieme a Foxes e anticipato a inizio luglio dal relativo videoclip; il 23 ottobre è stato reso disponibile per la rotazione radiofonica Free, pubblicato successivamente sull'iTunes Store il 19 novembre. Il 16 gennaio 2014, il gruppo ha annunciato il singolo conclusivo Powerless, il quale ha ricevuto un videoclip il 29 gennaio per poi venire pubblicato digitalmente il 26 febbraio.

## Tracce
1. Home – 3:52 (Piers Aggett, Amir Amor, Kesi Dryden, Sinead Harnett)
2. Feel the Love (ft. John Newman) – 4:05 (Piers Aggett, Amir Amor, Kesi Dryden, John Newman)
3. Right Here (ft. Foxes) – 5:36 (Piers Aggett, Amir Amor, Kesi Dryden, Louisa Rose Allen, Jonny Harris)
4. Hell Could Freeze (ft. Angel Haze) – 4:40 (Piers Aggett, Amir Amor, Kesi Dryden, Beth Aggett, Angel Haze, MNEK)
5. Spoons (ft. MNEK & Syron) – 5:22 (Piers Aggett, Amir Amor, Kesi Dryden, MNEK)
6. Hide (ft. Sinead Harnett) – 6:01 (Piers Aggett, Amir Amor, Kesi Dryden, Sinead Harnett, MNEK)
7. Powerless (ft. Becky Hill) – 3:55 (Piers Aggett, Amir Amor, Kesi Dryden, Becky Hill, Hannah Symons)
8. More Than Anything (ft. Emeli Sandé) – 4:55 (Piers Aggett, Amir Amor, Kesi Dryden, Emeli Sandé, Jessica Symonds, Renell Shaw)
9. Not Giving In (ft. John Newman & Alex Clare) – 3:59 (Amir Amor, Kesi Dryden, Piers Aggett, John Newman)
10. Baby (ft. MNEK & Sinead Harnett) – 4:00 (Piers Aggett, Amir Amor, Kesi Dryden, Sinead Harnett, MNEK)
11. Waiting All Night (ft. Ella Eyre) – 4:52 (Piers Aggett, Amir Amor, Kesi Dryden, James Newman, Jonny Harris)
12. Free (ft. Emeli Sandé) – 5:06 (Piers Aggett, Amir Amor, Kesi Dryden, Emeli Sandé)

Tracce bonus (LP, iTunes)
1. Give You Up (ft. Alex Clare) – 4:09
2. Alien Bashment – 3:50
3. Solo (ft. Ella Eyre & Mark Crown) – 9:27
4. Feel the Love VIP (ft. John Newman) – 6:42 (Piers Aggett, Amir Amor, Kesi Dryden, John Newman)

LP bonus nella versione LP
- Lato E

1. Hell Could Freeze (ft. Angel Haze) (Skream Remix) – 6:31 (Piers Aggett, Amir Amor, Kesi Dryden, Beth Aggett, Angel Haze, MNEK)
2. Spoons (ft. MNEK & Syron) (Two Inch Punch Remix) (Piers Aggett, Amir Amor, Kesi Dryden, MNEK)
3. Not Giving In (ft. John Newman & Alex Clare) (Bondax Remix) – 3:23 (Amir Amor, Kesi Dryden, Piers Aggett, John Newman)

- Lato F

1. Waiting All Night (ft. Ella Eyre) (Kidnap Kid Remix) – 4:28 (Piers Aggett, Amir Amor, Kesi Dryden, James Newman, Jonny Harris)
2. Waiting All Night (ft. Ella Eyre) (Clean Bandit Remix) – 3:57 (Piers Aggett, Amir Amor, Kesi Dryden, James Newman, Jonny Harris)
3. Feel the Love (ft. John Newman) (Live From BBC Radio 1's Hackney Weekend 2012) – 5:35 (Piers Aggett, Amir Amor, Kesi Dryden, John Newman)

### Platinum Edition
- CD

1. Free (ft. Emeli Sandé & Nas) – 4:30 (Piers Aggett, Amir Amor, Kesi Dryden, Emeli Sandé)
2. Waiting All Night (ft. Ella Eyre) (Kidnap Kid Remix) – 4:28 (Piers Aggett, Amir Amor, Kesi Dryden, James Newman, Jonny Harris)
3. Hell Could Freeze (ft. Angel Haze) (Skream Remix) – 6:31 (Piers Aggett, Amir Amor, Kesi Dryden, Beth Aggett, Angel Haze, MNEK)
4. Right Here (ft. Foxes) (Andy C Remix) – 4:31 (Piers Aggett, Amir Amor, Kesi Dryden, Louisa Rose Allen, Jonny Harris)
5. Feel the Love (ft. John Newman) (Gorgon City Remix) – 4:57 (Piers Aggett, Amir Amor, Kesi Dryden, John Newman)

- DVD

1. Feel the Love – 3:57 (Piers Aggett, Amir Amor, Kesi Dryden, John Newman)
2. Not Giving In – 5:23 (Amir Amor, Kesi Dryden, Piers Aggett, John Newman)
3. Waiting All Night – 5:15 (Piers Aggett, Amir Amor, Kesi Dryden, James Newman, Jonny Harris)
4. Right Here – 5:55 (Piers Aggett, Amir Amor, Kesi Dryden, Louisa Rose Allen, Jonny Harris)
5. Baby – 3:59 (Piers Aggett, Amir Amor, Kesi Dryden, Sinead Harnett, MNEK)
6. Free – 4:18 (Piers Aggett, Amir Amor, Kesi Dryden, Emeli Sandé)
7. Feel the Love (Festival Montage Footage) – 3:21 (Piers Aggett, Amir Amor, Kesi Dryden, John Newman)
8. Free (Live from Studio) – 4:30 (Piers Aggett, Amir Amor, Kesi Dryden, Emeli Sandé)

## Formazione
Gruppo
- Amir Amor – basso (tracce 1, 4, 7 e 9), voce aggiuntiva (tracce 1, 11 e 12), cori (traccia 2, 8 e 9), chitarra (tracce 3, 6, 8, 9 e 12), ukulele (traccia 3), percussioni (traccia 5), programmazione (tracce 7 e 12), batteria (traccia 9), tastiera (traccia 10 e 11)
- Piers Aggett – organo Hammond (tracce 1, 3 e 11), cori (tracce 2, 8 e 9), pianoforte (tracce 4, 7 e 12), tastiera (tracce 5, 6 e 10), organo (traccia 9), voce aggiuntiva (tracce 11 e 12), programmazione (traccia 12)
- Kesi Dryden – pianoforte (tracce 1, 3 e 9), cori (tracce 2 e 9), sintetizzatore (tracce 4 e 6), tastiera (tracce 4-8, 10-12), voce aggiuntiva (tracce 11 e 12), programmazione (traccia 12)
- Leon Rolle – cori (tracce 2 e 9), voce aggiuntiva e programmazione (traccia 12)

Altri musicisti
- Sinead Harnett – voce (tracce 1, 6 e 10)
- Jack Driver – chitarra (traccia 1)
- John Kilshaw – trombone (tracce 1 e 11)
- Mike Poyser – sousafono (tracce 1 e 11)
- John Newman – voce (tracce 2 e 9)
- Renell Shaw – basso (traccia 2), chitarra (traccia 9)
- Mike Spencer – programmazione (traccia 2)
- Mark Crown – tromba (tracce 2, 6, 9 e 11)
- Pete Lamont – trombone (traccia 2)
- Bob Peachey – sassofono (traccia 2)
- Foxes – voce (traccia 3)
- Richard Adlam – campionatore (traccia 3)
- Hal Ritson – campionatore (traccia 3)
- Angel Haze – voce (traccia 4)
- Beth Aggett – voce e strumenti aggiuntivi (traccia 4), cori (traccia 9)
- MNEK – cori (traccia 4), voce (traccia 5), voce aggiuntiva (traccia 10)
- Syron – voce (traccia 5)
- Nicholas Hill – programmazione aggiuntiva (traccia 6)
- Gavin Harris – programmazione aggiuntiva (traccia 6)
- Becky Hill – voce (traccia 7)
- Sally Herbert – violino (traccia 7)
- Everton Nelson – violino (traccia 7)
- Ian Burdge – violoncello (traccia 7)
- Chris Worsey – violoncello (traccia 7)
- Emeli Sandé – voce (traccia 8 e 12)
- Ella Eyre – cori (traccia 8), voce (traccia 11)
- Alex Clare – voce (traccia 9)
- Anna Straker – cori (traccia 9)
- Liz Horsman – cori (traccia 9)
- Rob Sell – sassofono (tracce 9 e 11)

Produzione
- Rudimental – produzione, registrazione (eccetto traccia 12), missaggio (traccia 5)
- Ben Humphreys – ingegneria del suono (tracce 1, 3, 5-8, 10 e 11), assistenza ingegneria (traccia 2), registrazione (traccia 9)
- Mark "Spike" Stent – missaggio (tracce 1, 4, 6-8, 10 e 12), missaggio aggiuntivo (tracce 3 e 11)
- Mike Spencer – produzione e missaggio aggiuntivi (tracce 2 e 9)
- Geoff Swan – assistenza missaggio (tracce 1, 3, 4, 6-8, 10-12)
- David Emery – assistenza missaggio (tracce 1, 3, 4, 6-8, 10-12)
- Quintin Christian – ingegneria del suono (traccia 2)
- Amir Amor – missaggio (tracce 3 e 11)
- Liz Horsman – registrazione aggiuntiva (traccia 9)

## Classifiche
| Classifica (2013)              | Posizione massima |
| ------------------------------ | ----------------- |
| Australia                      | 2                 |
| Austria                        | 56                |
| Belgio (Fiandre)               | 23                |
| Belgio (Vallonia)              | 99                |
| Irlanda                        | 5                 |
| Nuova Zelanda                  | 2                 |
| Paesi Bassi                    | 41                |
| Regno Unito                    | 1                 |
| Regno Unito (dance)            | 1                 |
| Stati Uniti (dance/electronic) | 6                 |
| Stati Uniti (heatseekers)      | 9                 |
| Svizzera                       | 34                |